# Tadeusz Bramiński
Tadeusz Bramiński (ur. 4 listopada 1875 w Rogowie, zm. w marcu 1943 w KL Stutthof) – komandor porucznik Marynarki Wojennej II RP.
Syn Ignacego i Apolinary z Klassów. Od 17 roku życia związany ze służbą morską, począwszy od służby na kanonierce, jachcie, okrętach pomiarowych i jednostkach hydrograficznych w Kaiserliche Marine. W 1902 uzyskał stopień oficerski. Po ukończeniu kursów mierniczego i astronomicznego podjął służbę w Departamencie Nawigacyjno – Mierniczym w Berlinie.
W grudniu 1919 zgłosił akces do Marynarki Wojennej, gdzie został przyjęty w marcu 1920 w stopniu porucznika marynarki. Został pierwszym dowódcą ORP Pomorzanin. W grudniu skierowany został do Urzędu Hydrograficznego w Gdańsku. Od 1924 był kolejno dowódcą okrętów ORP Mewa, ORP Generał Haller, ORP Ślązak, ORP Warta. W sierpniu 1926 awansowany do stopnia komandora porucznika i przeniesiony w stan spoczynku. W grudniu tegoż roku przyjęty do Żeglugi Polskiej, a od stycznia 1927 został pierwszym kapitanem SS Katowice. Od 1938 był kierownikiem Wydziału Holowniczo-Ratowniczego „Żeglugi Gdańskiej”. 
Po wybuchu wojny, w październiku 1939 odmówił podpisania volkslisty i został skierowany do opracowania map w Marine Arsenal. W 1942 aresztowany. Więziony na Kamiennej Górze, w Gdyni i Gdańsku, a w lutym 1943 przeniesiony do obozu 
w Stutthofie jako więzień polityczny, gdzie zmarł w marcu 1943.
Jego córką była malarka Boguchwała Bramińska.